# جانين ألدر
جانين ألدر هي لاعبة هوكي الجليد سويسرية، ولدت في 5 يوليو 1995 في Urnäsch ‏ في سويسرا.

## وصلات خارجية
- جانين ألدر على موقع EliteProspects.com (الإنجليزية)
- جانين ألدر على موقع Eurohockey.com (الإنجليزية)
- جانين ألدر على موقع اللجنة الأولمبية الدولية (الإنجليزية)
- جانين ألدر على موقع أوليمبيديا (الإنجليزية)